# Carla Abellana
Carla Angeline Reyes Abellana (Manila, 12 giugno 1986) è un'attrice filippina.

## Filmografia parziale

### Cinema
- Mamarazzi, regia di Joel Lamangan (2010)
- Shake, Rattle and Roll XII, registi vari (2010)
- My Neighbor's Wife, regia di Jun Lana (2011)
- Kahapon, Ngayon, Bukas, regia di Jun Lana (2011)
- Manila Kingpin: The Asiong Salonga Story, regia di Tikoy Aguiluz (2011)
- Third Eye, regia di Aloy Adlawan (2014)
- So It's You, regia di Jun Lana (2014)
- Somebody to Love, regia di Jose Javier Reyes (2014)
- Shake, Rattle & Roll XV, registi vari (2014)
- No Boyfriend Since Birth, regia di Jose Javier Reyes (2015)

### Televisione
Serie TV/Telenovelas
- Rosalinda (2009)
- Sine Novela: Basahang Ginto (2010)
- Love Bug Presents: The Last Romance (2010)
- Magic Palayok (2011)
- Kung Aagawin Mo Ang Langit (2011)
- Makapiling Kang Muli (2012)
- Magpakailanman: The Undying Love Story of Leonardo & Nonyx Buela (2013)
- My Husband's Lover (2013)
- Bubble Gang (2013)
- Magpakailanman: Sinapupunang Paupahan (2014)
- Ismol Family (2014)
- My Destiny (2014)
- Because Of You (2015)
- I Heart Davao (2017)

Programmi televisivi
- StarStruck V (2009)
- Party Pilipinas (2010-2013)
- Protégé: The Battle For The Big Artista Break (2012)
- Sunday All Stars (2013-2015)
- Karelasyon (2015-2017)